# 醫用導管
在医学領域，醫用導管（catheter），一般直称导管，视用途称导液管、导尿管等，是一种由醫用耗材制成的细管，可插入体内空腔（血管、脏器），输入或输出液体或气体，并能协助进行其他操作，具有适当硬度、弹性与扭力的管状器件。
有些導管可以长期留置人體內，称留置导管（permcath）。醫用导管可以插入体腔、血管、脑、皮肤或脂肪组织中。
留置针（indwelling venous catheter）或静脉留置针，是一种为了避免反复穿刺和随时保持静脉通道的静脉留置导管。为了静脉注射而操作留置针的技术，称为扎液。